# Crkva sv. Ciprijana u Pražnicama
Crkva sv. Ciprijana je grobišna crkva Pražnica podignuta u 14. – 15. stoljeću. Jednobrodna građevina s polukružnom apsidom ima žbukanu vanjštinu. Presvođena je prelomljenim svodom i pokazuje skromne gotičke odlike u unutrašnjosti. Na zidanom oltaru nalazi se kameni reljefni triptih sa zabatom iz 1467. nastao u krugu radionice Nikole Firentinca. Uz crkvu je sačuvano nekoliko jednostavnih kasnosrednjovjekovnih nadgrobnih ploča.

## Zaštita
Pod oznakom Z-5005 zavedena je kao nepokretno kulturno dobro - pojedinačno, pravna statusa zaštićena kulturnog dobra, klasificirano kao "sakralna graditeljska baština".

## Vanjske poveznice
|  | Zajednički poslužitelj ima još gradiva o temi Crkva sv. Ciprijana u Pražnicama |